# Monorotaia di Mosca
Il sistema di trasporto a monorotaia di Mosca (MMTS) in russo Моско́вская моноре́льсовая тра́нспортная систе́ма (ММТС)? è una monorotaia (sistema Intamin delle ferrovie a sella) della città di Mosca, in Russia, che serve il distretto amministrativo Nord-orientale. Collega le stazioni della metropolitana Timirjazevskaja con VDNCh per una lunghezza di 4,7 km. Il progetto ebbe inizio nel 1998 e i primi passeggeri poterono accedervi il 30 novembre 2004 solo per effettuare giri turistici. Il 10 gennaio 2008 la monorotaia ha iniziato ad operare secondo il servizio normale. È indicata sulle mappe della metropolitana con il numero 13.

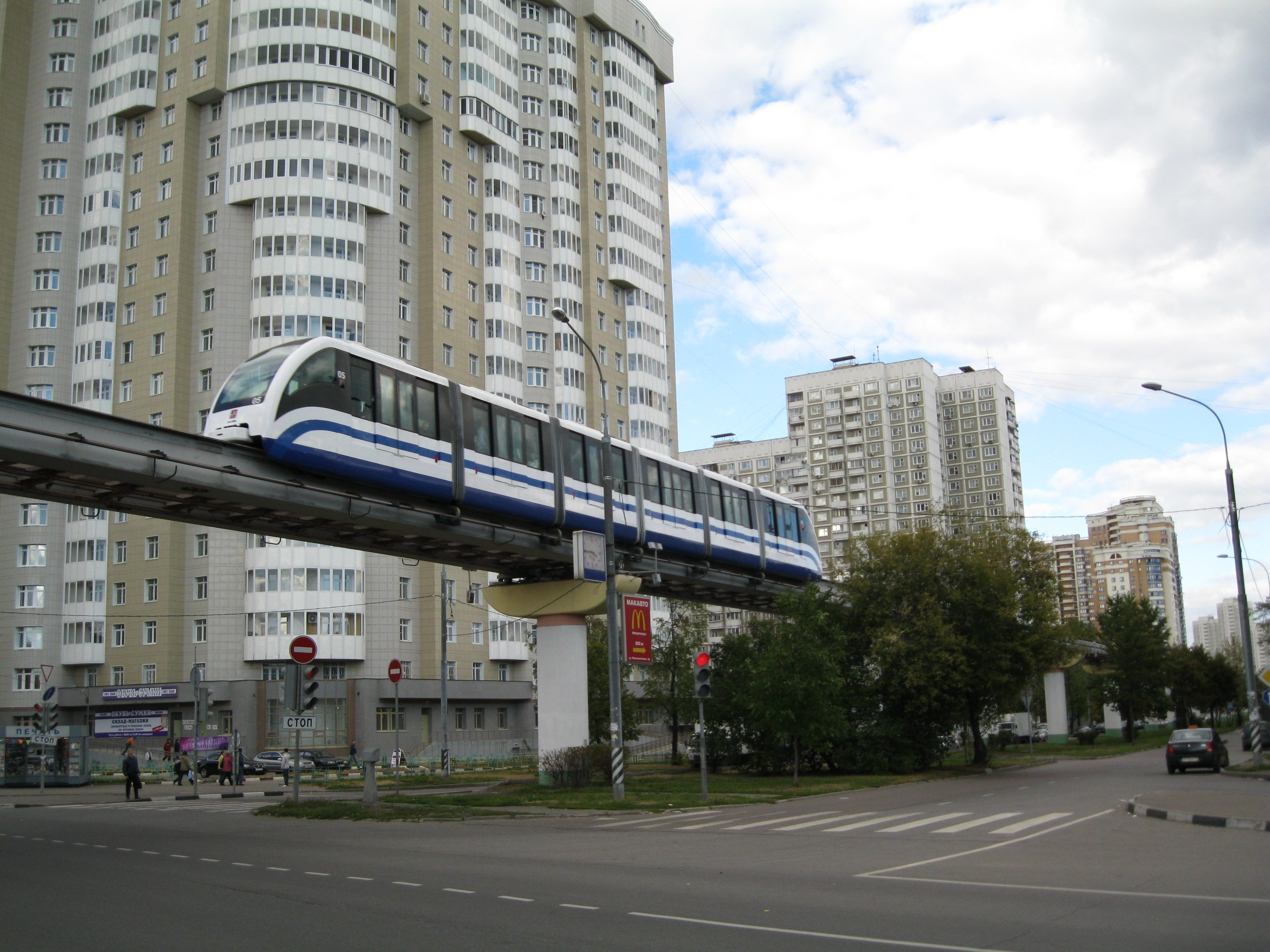
Un treno all'altezza di via Fonvizina.

## Stazioni
- Timirjazevskaja — in russo Тимиря́зевская?, cartina
- Ulica Milašenkova — in russo У́лица Милаше́нкова?, cartina
- Telecentr — Centro televisivo, in russo Телеце́нтр?, cartina
- Ulica Akademika Korolëva — in russo У́лица Акаде́мика Королёва?, cartina
- Vystavočnyj Centr — Centro di Esposizione, in russo Вы́ставочный центр?, cartina

Le stazioni della linea

- Le stazioni della lineaUlica Sergeja Ėizenštejna — in russo У́лица Серге́я Эйзенште́йна?, cartina

Le stazioni della monorotaia e quelle della metropolitana di Mosca hanno le insegne comuni con numerazione comune.

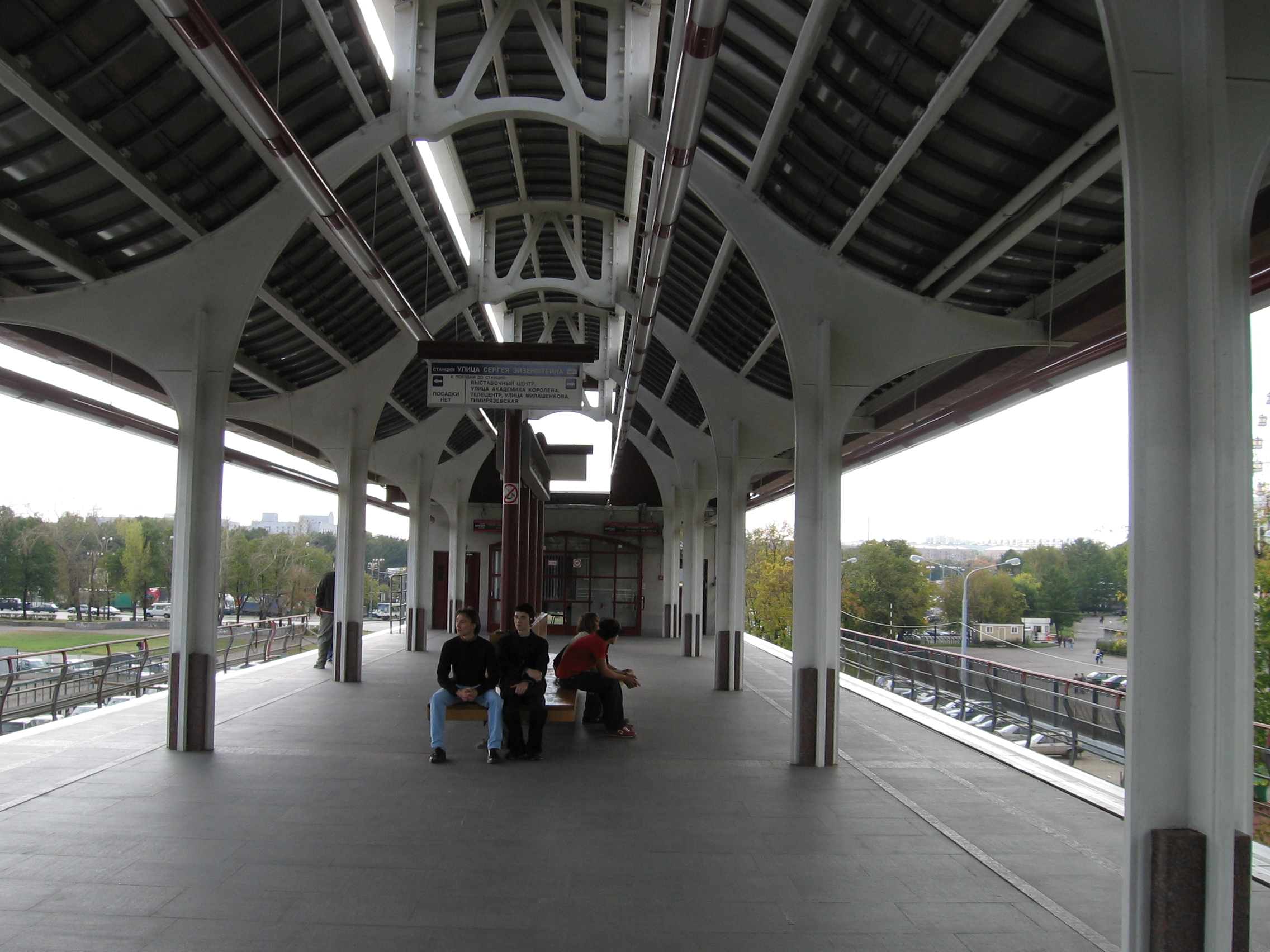
Stazione di Sergeja Ėizenštejna